# Grote Muur (astronomie)

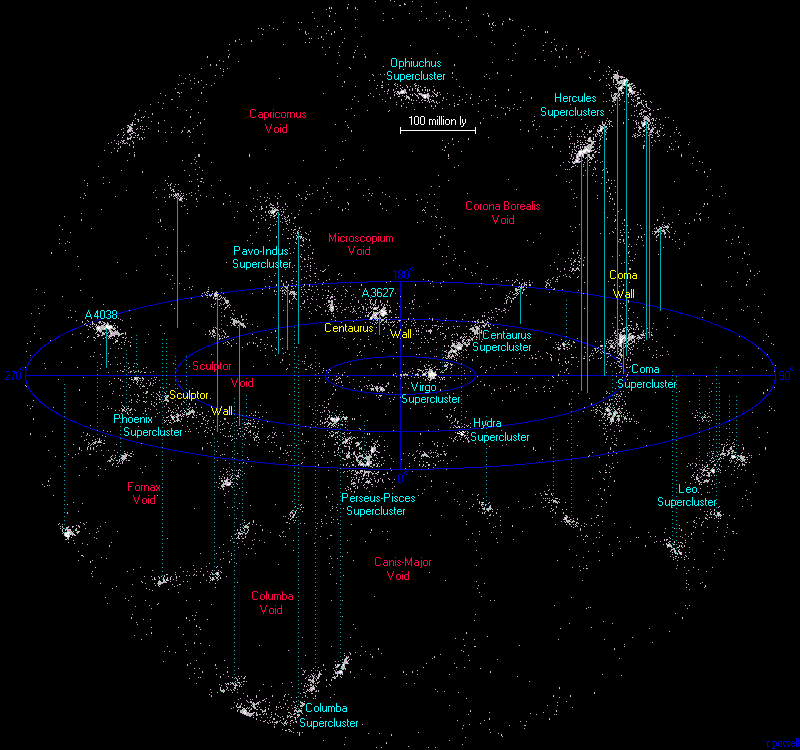
de CfA2 Grote Muur, hier aangegeven met Coma Wall

De CfA2 Grote Muur, is een aaneenrijging van verschillende superclusters (waaronder de Coma supercluster en Hercules Supercluster) op ongeveer 200 miljoen lichtjaar afstand.
Het is de op twee na grootste structuur die bekend is in het heelal. Deze structuur is in 1989 door Margaret Geller en John Huchra ontdekt met behulp van de CfA Redshift Survey (en zijn opvolger CfA2), een onderzoek waarbij de roodverschuiving is gemeten van een groot aantal (meer dan 50.000) sterrenstelsels die over de hele hemel verspreid zijn. Uit deze roodverschuiving is met behulp van de Wet van Hubble de afstand van deze sterrenstelsels bepaald, en daardoor hun verdeling in de ruimte. 
De Grote Muur is 500 miljoen lichtjaar lang, 300 miljoen lichtjaar breed en maar 15 miljoen lichtjaar dik. Het interstellaire stof dat het Melkwegstelsel verduistert, bemoeilijkt het onderzoek in grote delen van de hemel. 
Een andere muur is de Grote Muur van Sloan, ontdekt in 2003, en die bijna 1 miljard lichtjaar van ons is verwijderd. De Grote Muur van Sloan heeft een lengte van 1,37 miljard lichtjaar.
Men veronderstelt dat het heelal een web is van zulke 'muren'. Tussen de muren zitten de zogenaamde voids, de grote leegten, waarin zich bijna geen sterrenstelsels bevinden. De grootste leegte die tot nu toe is gevonden, is de Leegte van Boötes, met een diameter van bijna 125 Mpc (= 407,5×106 lichtjaar). De straal van het waarneembaar heelal is op dit moment 46,5 miljard lichtjaar.

## Groot, groter, grootst
- De Grote Muur heeft een inhoud van circa 2,25 1024 lj³ (kubieke lichtjaar), dat is ongeveer 9,46×1043 km³.
- Ter vergelijking: de Grote Muur is waarschijnlijk 739.062.500.000.000.000 keer langer dan de Chinese Muur (ca. 6200 km lang).